# DICカラーガイド
DICカラーガイド（ディーアイシー-、DIC Colorguide）は、DIC株式会社（旧：大日本インキ化学工業）が出版する色見本帳で、同社の登録商標。1967年から出版され、印刷会社やデザイナーなどの間で色の指定や色合わせに利用される代表的な色見本帳である。DICカラーや、単にDICとも呼ばれる。
色は、マンセル・カラー・システムやオストワルト・カラー、PCCSの色相環を元に、系統的に分類、配列され、カラーナンバーと色相、インキの配合比率が表示されている。色の印刷方法は特色で、実際の印刷の際に同じ配色を用いれば限りなく近い色を再現することができる。姉妹品のカラーチャートシリーズなどはプロセスカラーで印刷されている。
色が印刷されている紙はアート紙なので、それ以外の紙に印刷する場合は見本通りの色の再現は難しい。
基本の643色は、デザイナーの田中一光、勝井三雄、灘本唯人を中心に選定された。

## シリーズ
- DICカラーガイド（643色、1～654番、欠番あり）
  - 1巻（257色）
  - 2巻（244色）
  - 3巻（142色）
- DICカラーガイド PART2（637色、2001～2638番、欠番あり）
  - 4巻（240色）
  - 5巻（240色）
  - 6巻（157色）
- 日本の伝統色（300色、N-701～N-1000番）
- 中国の伝統色（320色、C-1～C-320番）
- フランスの伝統色（321色、F-1～F-322番、欠番あり）
- グレイトーンカラーガイド（323色、G-1～G-323番）
- DICプロセスカラーガイド1000（1000色、P-1～P-1000番）
- プロセスカラーノート（1280色）
- カラートレイン（1580色）